# After the Fall (Keith-Jarrett-Album)
After the Fall ist ein Jazzalbum von Keith Jarrett, Gary Peacock und Jack DeJohnette, das am 14. November 1998 bei einem Konzert des Trios im New Jersey Performing Arts Center in Newark, New Jersey mitgeschnitten und am 2. März 2018 bei ECM Records veröffentlicht wurde. Nach Ansicht von Thom Jurek markiert dieser Auftritt Jarretts Rückkehr auf die Bühne nach zweijähriger krankheitsbedingter Pause.

## Hintergrund
Nach seiner über zwei Jahre währenden Erkrankung am Chronischen Fatigue-Syndrom hatte der Pianist Keith Jarrett 1998 zunächst das Soloalbum The Melody at Night, with You eingespielt; am 14. November 1998 folgte ein Auftritt seines Standards-Trios im New Jersey Performing Arts Center in Newark, der unter dem Titel After the Fall 2018 veröffentlicht wurden. Ein halbes Jahr später gastierten Keith Jarrett, Gary Peacock und Jack DeJohnette im Pariser Palais des Congrès, wo das im Oktober 2000 veröffentlichte Album Whisper Not mitgeschnitten wurde. Thomas Conrad schrieb in JazzTimes, der Output von außergewöhnlicher Klaviermusik Keith Jarretts hätte sich in den letzten Jahren verlangsamt, aber ECM habe die Qualität der Jarrett-Titel durch den Zugriff auf zuvor unveröffentlichtes älteres Material erhalten.
In den Liner Notes lieferte Jarrett die Hintergrundgeschichte. Zwischen 1996 und 1998 war er durch das Chronische Fatigue-Syndrom außer Gefecht gesetzt; im November des Jahres 1998 plante er ein Konzert in Newark, New Jersey, in der Nähe seines Hauses. Er war keineswegs sicher, dass er es schaffen konnte. Jarrett entschied, dass für das Programm „Bebop vielleicht die beste Idee ist“, weil das nicht von ihm verlangt, tief einzudringen und sehr hart zu spielen. Stücke wie Scrapple from the Apple, Bouncin’ with Bud, Doxy und Autumn Leaves klingen wie immer schnell. „Aber bald merkt man, dass Jarrett sich in Schach hält und seinen Energieverbrauch sorgfältig verwaltet“, schrieb Conrad. After the Fall könnte man mit dem Album Ballads von John Coltrane vergleichen, wo Coltrane gleichfalls gezwungen war, mit Zurückhaltung zu spielen. Jarretts Album habe „ein ähnliches Gefühl von gedämpfter Intensität, von destillierter Leidenschaft.“

## Titelliste

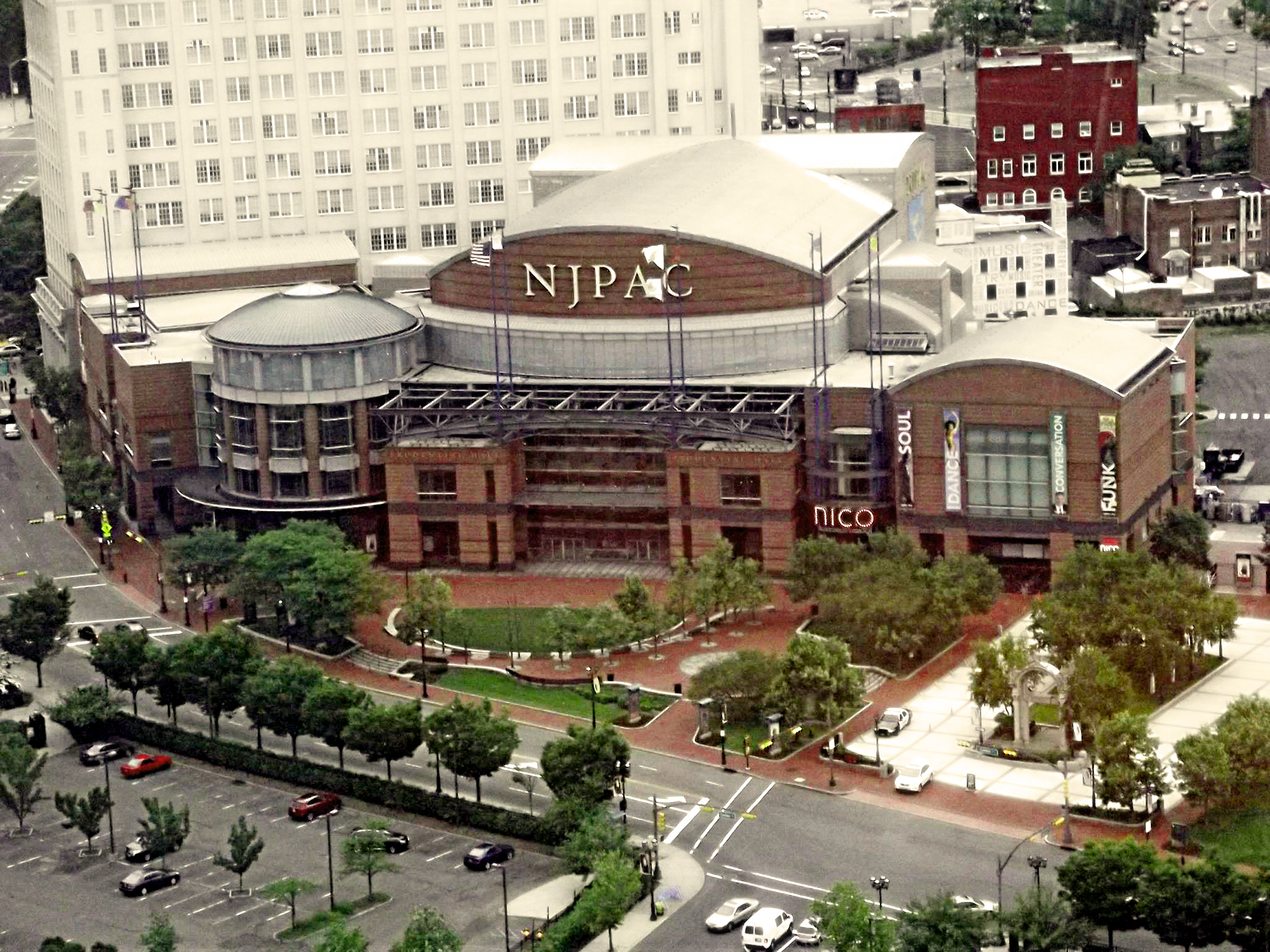
Das New Jersey Performing Arts Center in Newark

- Keith Jarrett, Gary Peacock, Jack DeJohnette: After the Fall (ECM 2590)[1]
- CD 1
  1. The Masquerade Is Over (Herb Magidson, Allie Wrubel) 15:49
  2. Scrapple from the Apple (Charlie Parker) 8:46
  3. Old Folks (Dedette Lee Hill, Willard Robison) 9:23
  4. Autumn Leaves (Joseph Kosma, Johnny Mercer, Jacques Prévert) 13:17
- CD 2
  1. Bouncin’ with Bud (Bud Powell, Walter Fuller) 10:01
  2. Doxy (Sonny Rollins) 8:47
  3. I’ll See You Again (Noël Coward) 7:48
  4. Late Lament (Paul Desmond) 4:58
  5. One for Majid (Pete LaRoca) 6:47
  6. Santa Claus Is Coming to Town (Haven Gillespie, John Frederick Coots) 7:47
  7. Moment’s Notice (John Coltrane) 6:41
  8. When I Fall in Love (Edward Heyman, Victor Young) 5:35

## Rezeption

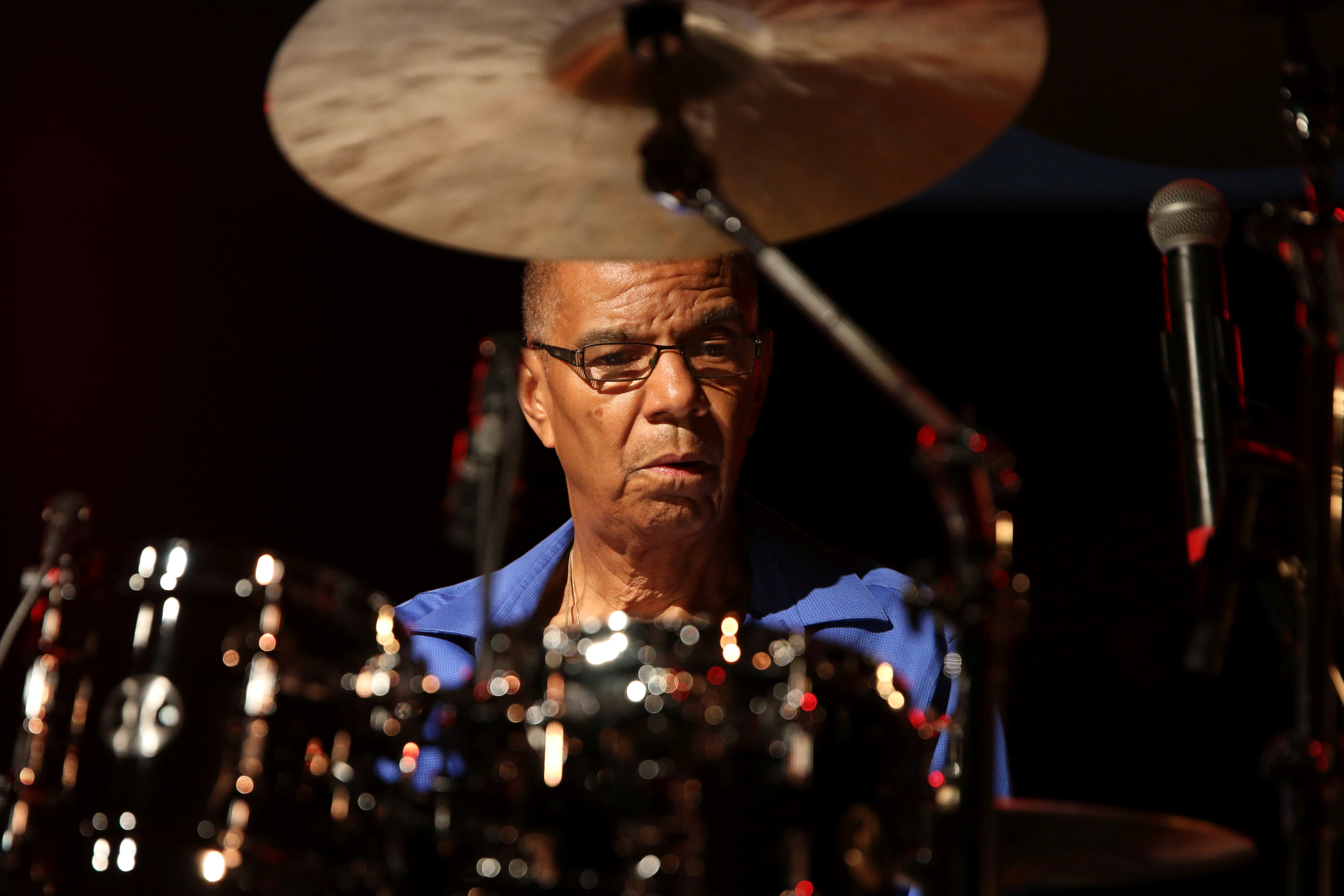
Jack DeJohnette bei einem Auftritt auf dem Deutschen Jazzfestival 2015. Foto: Oliver Abels

Thom Jurek vergab an das Album in Allmusic 4½ (von 5) Sterne und hob hervor, „ein besonderes Konzert“ war auch gleichzeitig das erste, dass Jarrett seit den italienischen Soloauftritten von 1996 (als A Multitude of Angels im Jahr 1996 erschienen) auf der Bühne präsentierte. Das Doppelalbum sei daher „nicht nur ein faszinierendes historisches Dokument, sondern ein vorbildliches Konzert voller inspirierter Lesungen klassischer Jazzklänge aus dem Great American Songbook bis zum Bebop und John Coltrane.“
Bereits der Eröffnungstitel des Konzerts, eine 15-minütige Interpretation von Allie Wrubel und Herb Magidsons The Masquerade Is Over, sei „erstaunlich. Jarrett beginnt mit einer sensiblen Neuinterpretation der Melodie und Harmonie, aber als DeJohnette mit seinen Besen hereinkommt, beginnt er es zu verschieben, bis er zum hart swingenden Post-Bop durchbricht. Sie folgen ihm mit einer klugen, leidenschaftlichen Interpretation von Charlie Parkers Scrapple from the Apple, wobei Jarrett ein reiches Feuerwerk für die rechte Hand bietet. Als DeJohnette neue rhythmische Spuren in der Melodie findet, öffnet Peacock Räume innerhalb der Änderungen und schwenkt sie durch. Nach einer beeindruckenden Balance aus Kommunikation und Körperlichkeit bei der fast zehnminütigen Ballade Old Folks mit einem wunderschönen Peacock-Solo schließen sie den ersten Satz mit einer spritzigen, harmonisch üppigen und rhythmisch abwechslungsreichen Version von Autumn Leaves, voller geschickten Austausch zwischen den Spielern, der fast 14 Minuten dauert.“
Der zweite Teil des Doppelalbums beginne mit einer „langen, freudigen Lesart“ von Bud Powells Bouncin’ with Bud und Sonny Rollins’ „bluesgetränktem“ Doxy. Noel Cowards Ballade I’ll See You Again sieht Thom Jurek als „ein Instrument für die enge Kommunikation zwischen diesen Spielern. Man beachte die Synkopen von DeJohnette und das brillante Solo von Peacock, während Jarrett die Harmonien erweitert, um das Improvisationspotential in populären Songs zu präsentieren.“ Es folgt die melodische Interpretation von Paul Desmonds Late Lament, bevor das Trio mit Pete LaRocas One for Majid wieder auf bluesigen Bop wechsele. Noch nie zuvor hätten Jazzmusiker den Klassiker Santa Claus Is Coming to Town mit so viel Drama und Artikulation gespielt; Jarrett hämmere beinahe die Changes und schmücke sie gleichzeitig mit straffen Arpeggios im mittleren Register. Coltranes Moment’s Notice werde dann mit Bop-Intensität und knotigem Swing interpretiert. After the Fall, resümiert der Autor, sei „eine der großartigen Aufnahmen dieses Trios. Es klingt heute genauso aufregend wie vor zwei Jahrzehnten.“
Der britische Guardian wählte After the Fall zum Album des Monats; dessen Autor John Fordham meinte: „Der Inhalt und die Hintergrundgeschichte dieser mächtigen Veröffentlichung katapultieren sie direkt an die Spitze von Jarretts umfangreichem Katalog.“

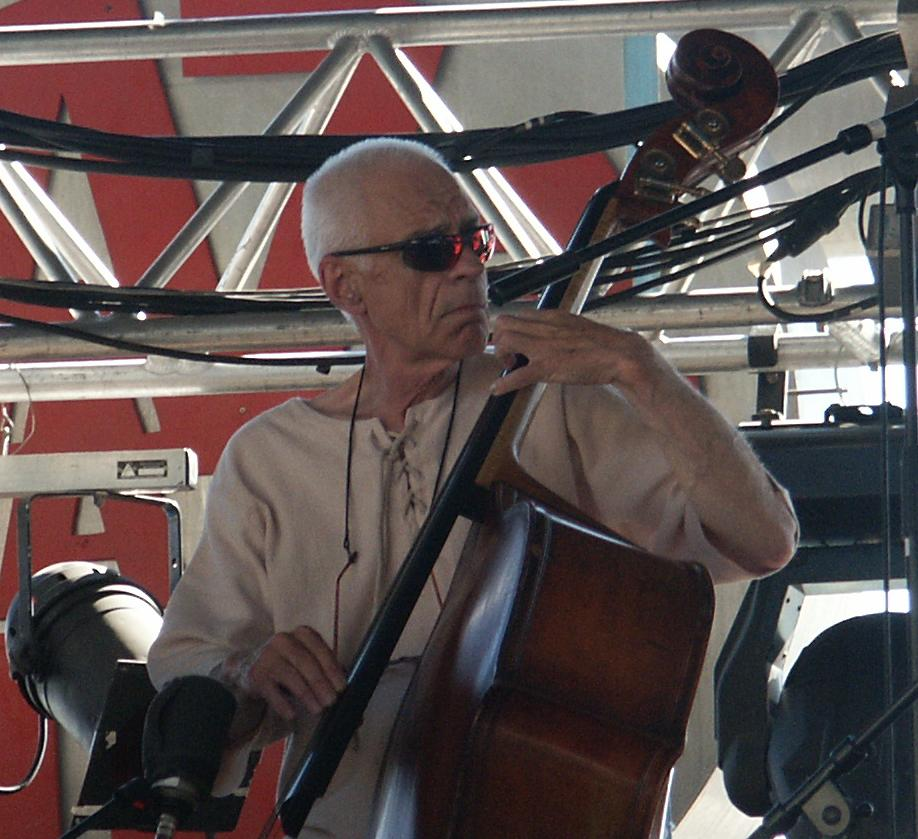
Gary Peacock 2003

Karl Ackermann schrieb in All About Jazz, „Wenn es den Anschein hatte, dass die Auswahl vertrauter Titel aus dem Great American Songbook einen bequemen Wiedereinstieg für Jarrett darstellte, deuten die feurigen Improvisationen in dieser Session darauf hin, dass das Trio für einen überzeugenden […] Ausflug bereit war. Nicht viele Trios könnten ‚Santa Claus Is Coming To Town‘ in einen Bebop-Wasserkocher verwandeln, der frühzeitig Urlaubsvergnügen auslöst.“ Die späten ECM-Veröffentlichungen von Jarretts 1996er Solo-Kollektion A Multitude of Angels (2016) und After the Fall mit DeJohnette und Peacock „sind ein Tribut an die außergewöhnliche Widerstandsfähigkeit des Pianisten. Sein Vorsabbatical und seine Rückkehr sind beide durch eine unnachgiebige Entschlossenheit gekennzeichnet, mit seinem tadellosen und einzigartigen Improvisationsansatz aufzutreten. Was das Standards-Trio betrifft, erinnere After the Fall daran, warum – und wie – die nun nicht mehr existierende Gruppe das Klaviertrio neu definiert hat. Ein ausgezeichnetes und sehr empfehlenswertes Album.“
Thomas Conrad schrieb in JazzTimes, vielleicht, weil Jarrett befürchtete, dass seine Kreativität in Gefahr war, schützte er sie und wählte seine Momente aus. Balladen wie Old Folks und I'LL See You Again stellten geringere Anforderungen an seine Energie, profitieren aber davon, dass Jarrett auch (oder vor allem wenn) seine Kräfte bewahrt, einen tiefen Zauber mit einer Ballade ausüben könne. Paul Desmonds Late Lament entfalte sich aus einem wiederholten hypnotisierenden Akkord und wird zu einer verzückten, gedämpften Zeremonie. Ein Lied aus Jarretts Repertoire ist When I Fall in Love; der Pianist spielt es oft als Zugabe. „Die Version hier ist kürzer, sanfter und leiser als die meisten anderen. Jarrett zieht die Melodie und das Gefühl zusammen, weil sie untrennbar sind, von Tasten, die er kaum berührt. In dieser Nacht ist die Zugabe ein fragiles, mutiges Testament.“
The Times vergab an das Album vier (von fünf) Sterne und urteilte: „Es ist eine Art Vorbehalt, ebenso wie die zufällige Aufnahme durch das Mischpult des Veranstaltungsortes.“ (It’s a caveat of sorts, as is its casual capture through the venue’s mixing console.)
In Jazz thing urteilte Ulrich Steinmetzger: „Der nun auf zwei CDs erschienene Mitschnitt ist das faszinierende Statement einer Rückkehr. Erstmals seit dem 1996er-Solo A Multitude of Angels in Italien war Jarrett wieder auf der Bühne zu erleben. Und wie! Ein Dutzend Standards zelebriert das unschlagbare Trio, das nicht nur der Stückeauswahl wegen so heißt, sondern auch weil es einen Standard fürs Triospiel setzt. Wie das quasifamiliäre Trio in je viertelstündigen Exegesen von The Masquerade Is Over und Autumn Leaves bis zu Rollins‘ Doxy, von Coltranes Moment’s Notice bis zu Santa Claus Is Coming Jarrett aus seinem persönlichen Ground Zero zurückholt, ist schlicht sensationell. Bebop hatte der sich zum Neustart gewünscht, und in den zum Glück entstandenen Aufnahmen hörte im Rückblick auch der so selbstkritische Jarrett „ein wirklich großes Konzert und nicht nur ein historisches Dokument“. Es ist schlicht beglückend, dass es nun veröffentlicht wurde.“